# Manhattan
Manhattan – najmniejszy, a zarazem najgęściej zaludniony okręg (ang. borough) Nowego Jorku, położony na wyspie o tej samej nazwie. Ponadto hrabstwo (ang. county) w stanie Nowy Jork, w którego skład poza samą wyspą Manhattan wchodzi kilka mniejszych wysepek: Roosevelt Island, Randalls Island, Wards Island, Governors Island, Liberty Island, Ellis Island, Mill Rock oraz U Thant Island. Do hrabstwa należy również Marble Hill, jedyna część położona bezpośrednio na stałym lądzie.
Znajdują się w niej zarówno liczne atrakcje turystyczne, jak i centrum finansowe (Wall Street). Manhattan jest najdroższą dzielnicą Nowego Jorku, w 2019 r. zamieszkiwało ją 1 628 706 osób. Są wśród nich zarówno bogaci biznesmeni, bankierzy, maklerzy giełdowi (na Upper East Side), jak i część nowojorskiej bohemy artystycznej (SoHo, TriBeCa). W szczytowym okresie napływu imigrantów (1910) wyspę zamieszkiwało 2,8 mln osób. Manhattan sprawia wrażenie bardzo zatłoczonego, ze względu na codzienny napływ milionów ludzi dojeżdżających do pracy z innych dzielnic oraz z obszarów podmiejskich, a także kilkusettysięczną rzeszę turystów skupiającą się w newralgicznych punktach miasta. Manhattan jest uważany za jedno z najważniejszych centrów handlowych, finansowych i kulturalnych na świecie.
Manhattan umownie dzieli się na trzy części: Lower Manhattan (tzw. Dolny Manhattan), Midtown (Środkowy) i Upper (Górny) z Piątą Aleją stanowiącą granicę pomiędzy częścią wschodnią (East Side) a zachodnią (West Side). Upper (nazywany także „Uptown”) nie obejmuje sąsiadującego na północy Harlemu oraz jeszcze dalej usytuowanych Washington Heights.
W dniu 11 września 2001 roku Manhattan był miejscem ataku terrorystycznego na World Trade Center, dokonanego przez Al-Kaidę.

## Geografia
Manhattan jest wyspą o długości 21,6 km i szerokości (w najszerszym miejscu) 3,7 km. Jego powierzchnia wynosi ok. 58,8 km². Od zachodniej strony opływa go rzeka Hudson, od wschodniej cieśnina zwana East River. Na północy inna cieśnina zwana Harlem River dzieli częściowo Manhattan od dzielnicy Bronx (jedynej dzielnicy Nowego Jorku całkowicie leżącej na kontynencie). Na południe od Manhattanu położona jest Zatoka Nowojorska (New York Bay). Drobna cząstka (0,3 km²) dzielnicy Manhattan o nazwie Marble Hill znajduje się po północnej stronie harlemskiej cieśniny, czyli poza wyspą i już na kontynencie. Jest to wynik przekopania żeglownego kanału (1895), który odciął przyczółek Marble Hill od właściwego Manhattanu i późniejszego zasypania części starego koryta cieśniny (1914), co spowodowało połączenie tego rejonu z kontynentem.
W skład dzielnicy wchodzi też kilka małych wysp, m.in.: Randall’s Island, Ward’s Island i Roosevelt Island na rzece East River oraz Governors Island i Liberty Island w zatoce.
Z graniczącym od zachodu stanem New Jersey łączą Manhattan tunele Holland Tunnel i Lincoln Tunnel oraz most George Washington Bridge. Z Bronksem zaś kilka mniejszych mostów oraz Robert F. Kennedy Bridge (znany również jako Triborough Bridge): składający się z trzech części most łączący Bronx, Manhattan i Queens. Z dzielnicami Queens i Brooklyn Manhattan łączą mosty: Queensboro, Williamsburg, Manhattan i Brooklyn Bridge oraz tunele Queens Midtown Tunnel i Brooklyn Battery Tunnel. Pod rzeką East River jest też kilka tuneli, którymi przebiegają linie metra. Z piątą dzielnicą Nowego Jorku, Staten Island, Manhattan łączy bezpłatna linia promowa Staten Island Ferry.

## Neighborhoods
Manhattan składa się z szeregu etnicznych, społecznych, gospodarczych i kulturalnych sąsiedztw (neighborhood), których granice nieustannie się przesuwają i często na siebie zachodzą:

- Alphabet City(inne języki)
- Battery Park
- Battery Park City (South, North)
- Beekman Place(inne języki)
- Bowery
- Broadway
- Carnegie Hill
- Central Park
- Central Park Zoo
- Chelsea(inne języki)
- Chinatown(inne języki)
- Civic Center(inne języki)
- Clinton
- East Harlem(inne języki) (El Barrio)
- East Village
- Ellis Island
- Financial District(inne języki)
- Flatiron District(inne języki)
- Fort George
- Garment District(inne języki)
- Governors Island(inne języki)
- Gramercy
- Greenwich Village
- Hamilton Heights(inne języki)
- Harlem
- Hell’s Kitchen
- Inwood
- Kips Bay(inne języki)
- Lenox Hill(inne języki)
- Liberty Island
- Lincoln Center
- Little Italy (Nowy Jork)(inne języki)
- Lower East Side
- Marble Hill
- Meatpacking District(inne języki)
- Midtown East(inne języki)
- Midtown South
- Midtown West
- Morningside Heights(inne języki)
- Murray Hill
- Museum Mile(inne języki)
- NoHo(inne języki)
- NoLita
- Roosevelt Island
- SoHo
- Stuyvesant Town-Peter Cooper Village
- Sutton Place(inne języki)
- Theater District(inne języki)
- TriBeCa
- Tudor City(inne języki)
- Turtle Bay(inne języki)
- Union Square
- Upper East Side (UES)
- Upper West Side (UWS)
- Washington Heights
- Yorkville
- Wall Street
- West Village